# شورش هوکی
شورش هوکی یا شورش کوره‌هارو نو آزامارو (به ژاپنی: 宝亀の乱 ほうきのらん); شورشی بود که در منطقه توهوکو کنونی در سال یازدهم هوکی (۷۸۰) در دوره نارا رخ داد. در ولایت موتسو، که اکنون استان میاگی است، کوره‌هارو نو آزامارو‏، رئیس ازو ناحیه کامیجی، جنبشی را علیه دولت ریتسوریو (دربار امپراتوری، دولت مرکزی) ژاپن باستان آغاز کرد.